# Asen Lekarski
Asen Georgiev Lekarski (en bulgare Асен Георгиев Лекарски, né le 12 mai 1901, mort le 2 septembre 1952 à Varna) est un escrimeur bulgare.
Il est le frère de Krum Lekarski, cavalier quatre fois participant aux Jeux olympiques.

## Carrière
Asen Lekarski participe à l'épreuve individuelle de sabre aux Jeux olympiques d'été de 1928 à Amsterdam ; il perd les cinq duels pour la qualification en phase finale.